# 南康河

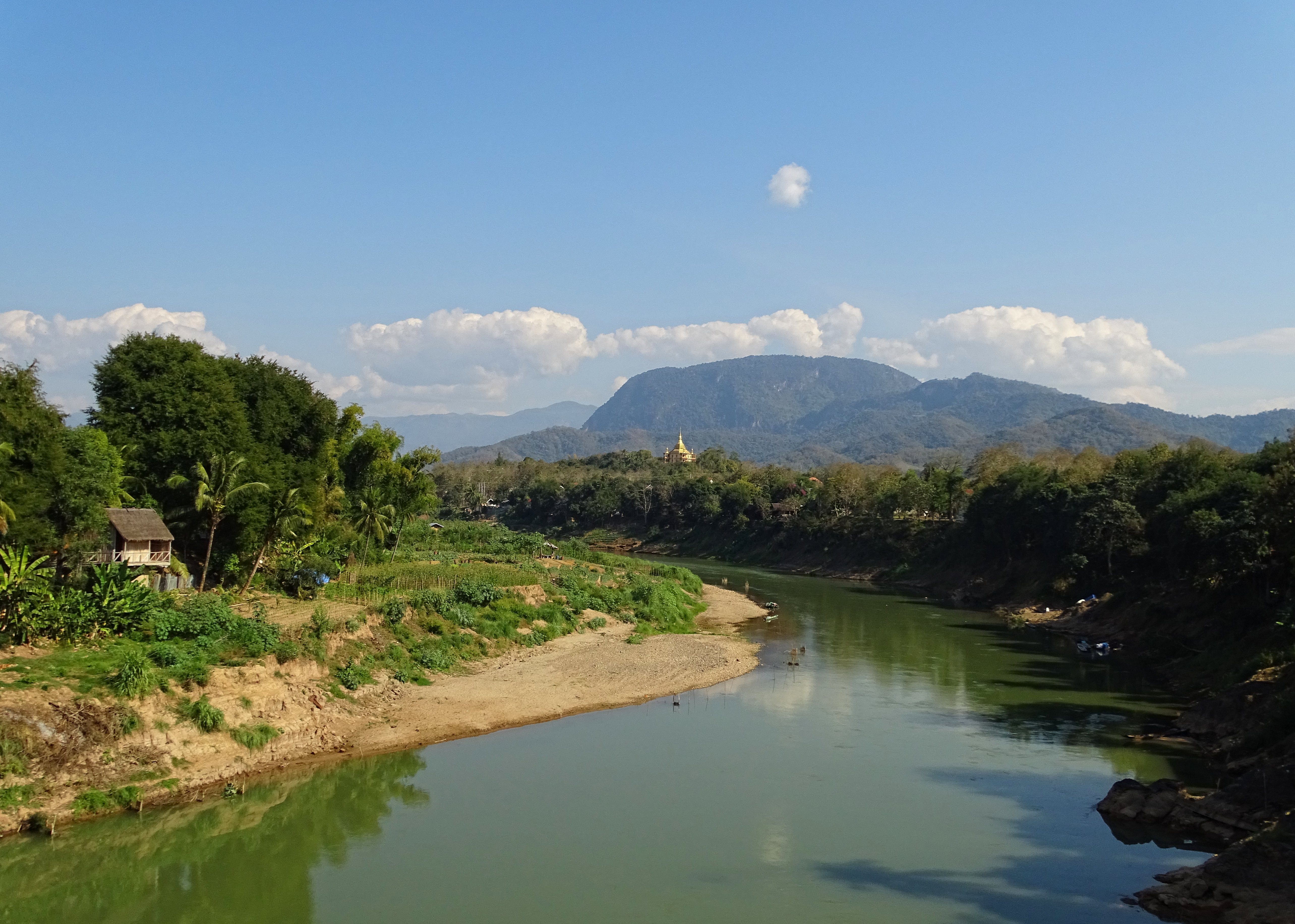
由琅勃拉邦看南康河

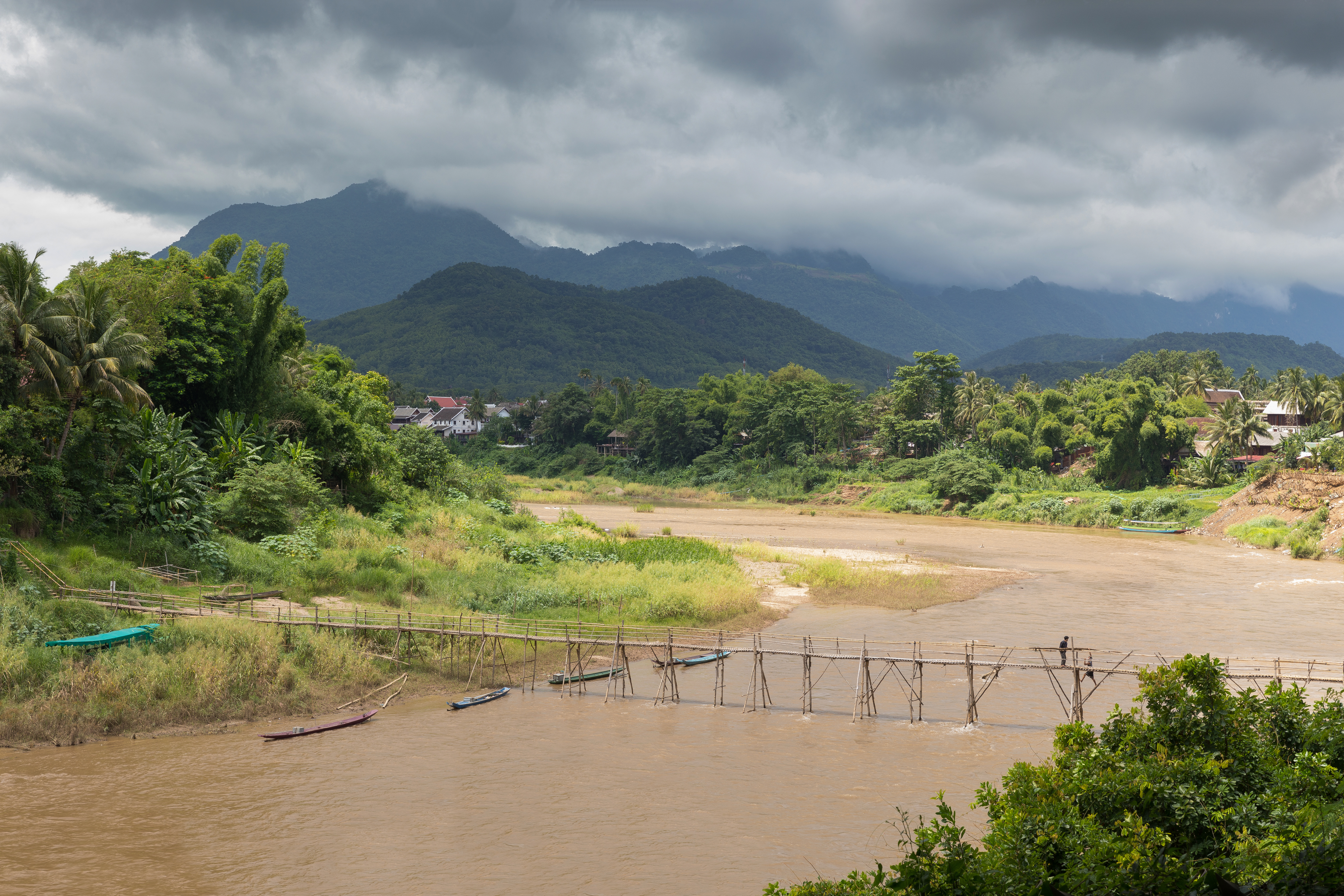
横跨南康河的木竹制人行桥的景观，两名工人正在加固这个结构，预防季候风的袭击

南康河，是寮國的一條河流，為湄公河左岸支流。它發源於華潘省西部，向南流至該省與川壙省邊界，經一段邊界後流進川壙省，隨後轉向西再西北流至川壙省與琅勃拉邦省邊界，轉西南經一段邊界後轉西流進琅勃拉邦省，最終於琅勃拉邦注入湄公河。